# Список ближайших звёздных ассоциаций и движущихся групп

Список ближайших звёздных ассоциаций и движущихся групп — перечень ближайших (≤500 световых лет) к Солнечной системе скопление звёзд с близкими скоростями, общим направлением движения и происхождением.
Звёздная ассоциация представляет собой слабо связанное скопление звёзд, менее тесное, чем рассеянное скопление. Движущаяся группа является остатком подобной звёздной ассоциации. Представители звёздных ассоциаций и движущихся групп обладают похожими кинематическими свойствами, а также похожими возрастами и химическим составом.
Список включает название группы/ассоциации, оценка возраста, в каком находится созвездии, среднее расстояние до него,  и упорядочен по увеличению расстояния от Солнечной системы.
| Название                                   | Связанная звезда или скопление | Созвездие             | Среднее расстояние (св. лет) | Возраст (млн лет) | Примечание                                                                                  | Ссылка             |
| ------------------------------------------ | ------------------------------ | --------------------- | ---------------------------- | ----------------- | ------------------------------------------------------------------------------------------- | ------------------ |
| Ассоциация Большой Медведицы               | Скопление Большой Медведицы    | Большая Медведица     | 80                           | 414               |                                                                                             | [ 1 ]              |
| Движущаяся группа звёзд AB Золотой Рыбы    | AB Золотой Рыбы                | Золотая Рыба          | 100                          | 150               |                                                                                             | [ 1 ]              |
| Движущаяся группа звёзд Беты Живописца     | β Живописца                    | Живописец             | 100                          | 24                |                                                                                             | [ 1 ]              |
| Движущаяся группа звёзд Киля-ближняя       |                                | Киль                  | 100                          | 200               |                                                                                             | [ 1 ]              |
| Ассоциация Геркулеса — Лиры                |                                | Геркулес + Лира       | 100                          | 260               | может являться звёздным потоком                                                             | [ 3 ]              |
| Скопление Гиады                            | Гиады                          | Телец                 | 140                          | 750               |                                                                                             | [ 1 ]              |
| Ассоциация Тукана — Часов                  |                                | Тукан + Часы          | 150                          | 45                | ранее часть GAYA (Великой Южной Молодой ассоциации)                                         | [ 1 ] [ 4 ]        |
| Ассоциация Голубя                          |                                | Голубь                | 160                          | 42                | ранее часть GAYA (Великой Южной Молодой ассоциации)                                         | [ 1 ] [ 4 ]        |
| Ассоциация Киля                            |                                | Киль                  | 200                          | 45                | ранее часть GAYA (Великой Южной Молодой ассоциации)                                         | [ 1 ] [ 4 ]        |
| Ассоциация TW Гидры                        | TW Гидры                       | Гидра                 | 200                          | 10                |                                                                                             | [ 1 ]              |
| Ассоциация Аргуса                          | IC 2391                        | Паруса                | 230                          | 45                |                                                                                             | [ 5 ]              |
| Скопление Волосы Вероники                  |                                | Волосы Вероники       | 280                          | 562               | другое название: скопление Мелотт 111                                                       | [ 6 ] [ 1 ]        |
| Ассоциация Летучей Рыбы — Киля             |                                | Летучая Рыба + Киль   | 280                          | 90                | ранее Группа 30                                                                             | [ 7 ] [ 8 ]        |
| Группа 32 Ориона                           | 32 Ориона                      | Орион                 | 310                          | 22                |                                                                                             | [ 1 ]              |
| Скопление Эты Хамелеона                    | η Хамелеона                    | Хамелеон              | 310                          | 11                |                                                                                             | [ 1 ]              |
| Движущаяся группа звёзд χ1 Печи            | χ1 Печи                        | Печь                  | 320                          | 500               | другое название: скопление Alessi 13                                                        | [ 1 ]              |
| Ассоциация 118 Tau                         | 118 Тельца                     | Телец                 | 330                          | 10                |                                                                                             | [ 1 ]              |
| Ассоциация Эпсилона Хамелеона              | ε Хамелеона                    | Хамелеон              | 330                          | 3.7               |                                                                                             | [ 1 ]              |
| Группа 10                                  |                                | Большая Медведица     | 330                          | 400 или ~1000     | предполагаемая движущаяся группа; другое название: Группа X                                 | [ 8 ] [ 9 ] [ 10 ] |
| Нижняя Ассоциация Южного Креста — Центавра |                                | Центавр + Южный Крест | 360                          | 15                | подгруппа OB-ассоциации Скорпиона — Центавра                                                | [ 1 ]              |
| Группа 29                                  |                                | Телец                 | 380                          | 40                | предполагаемая движущаяся группа; перекрывается с ассоциацией Тельца — Возничего, но старше | [ 8 ] [ 11 ]       |
| Ассоциация Тельца — Возничего              |                                | Телец + Возничий      | 390                          | 1.5               | см. также: молекулярное облако Тельца; часть волны Рэдклиффа                                | [ 1 ]              |
| Группа 26                                  |                                | Кассиопея             | 401                          | <1000             | предполагаемая движущаяся группа                                                            | [ 8 ] [ 9 ]        |
| Ассоциация Октанта                         |                                | Октант                | 420                          | 35                |                                                                                             | [ 1 ]              |
| Скопление Platais 8                        |                                | Киль                  | 420                          | 60                |                                                                                             | [ 1 ]              |
| Нижняя Ассоциация Центавра — Волка         |                                | Центавр + Волк        | 420                          | 16                | подгруппа OB-ассоциации Скорпиона — Центавра                                                | [ 1 ]              |
| Ассоциация Ро Змееносца                    | ρ Змееносца                    | Змееносец             | 430                          | 2                 | См. также: Молекулярное облако Ро Змееносца                                                 | [ 1 ]              |
| Скопление Плеяды                           | Плеяды                         | Телец                 | 440                          | 112               |                                                                                             | [ 1 ]              |
| Группа Южной Короны                        |                                | Южная Корона          | 450                          | 4.5               |                                                                                             | [ 1 ]              |
| IC 2602                                    | IC 2602                        | Киль                  | 480                          | 46                |                                                                                             | [ 1 ]              |
| Верхняя группа Южной Короны                |                                | Южная Корона          | 480                          | 10                |                                                                                             | [ 1 ]              |
| IC 2391                                    | IC 2391                        | Паруса                | 490                          | 50                | См. также: ассоциация Аргуса                                                                | [ 1 ]              |
| Верхняя Ассоциация Скорпиона               |                                | Скорпион              | 420                          | 10                | подгруппа OB-ассоциации Скорпиона — Центавра                                                | [ 1 ]              |